# 聖薩爾瓦多
聖薩爾瓦多（西班牙語：San Salvador）簡稱薩京，是薩爾瓦多的首都及第一大城。

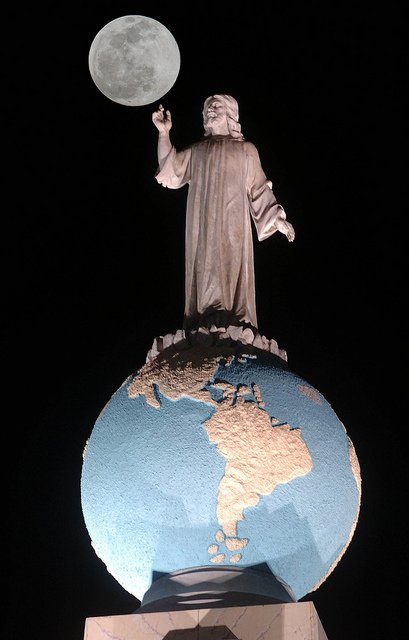

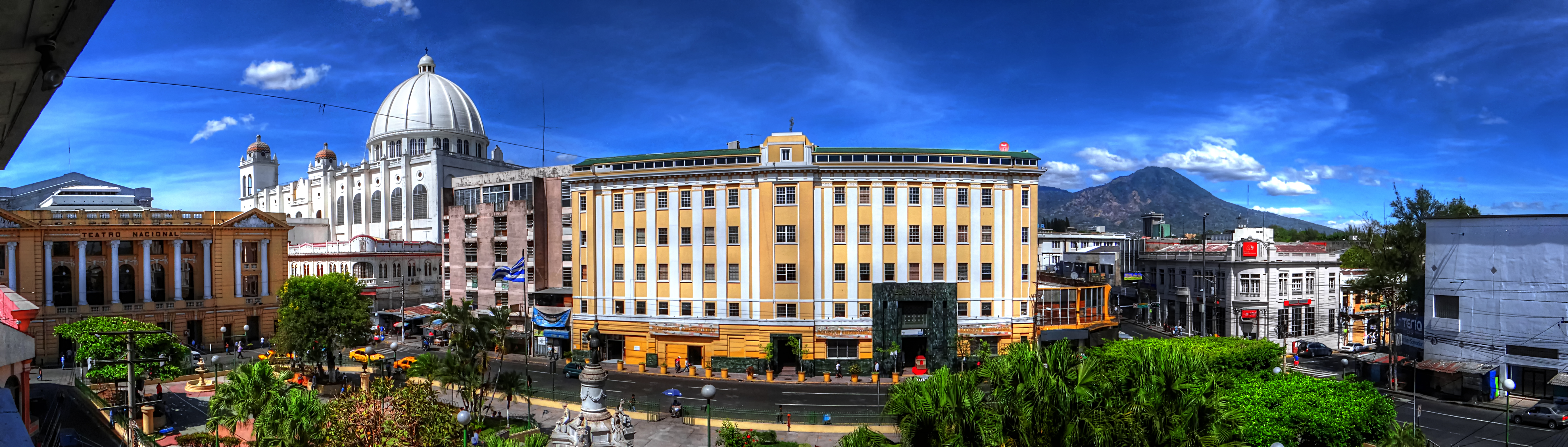

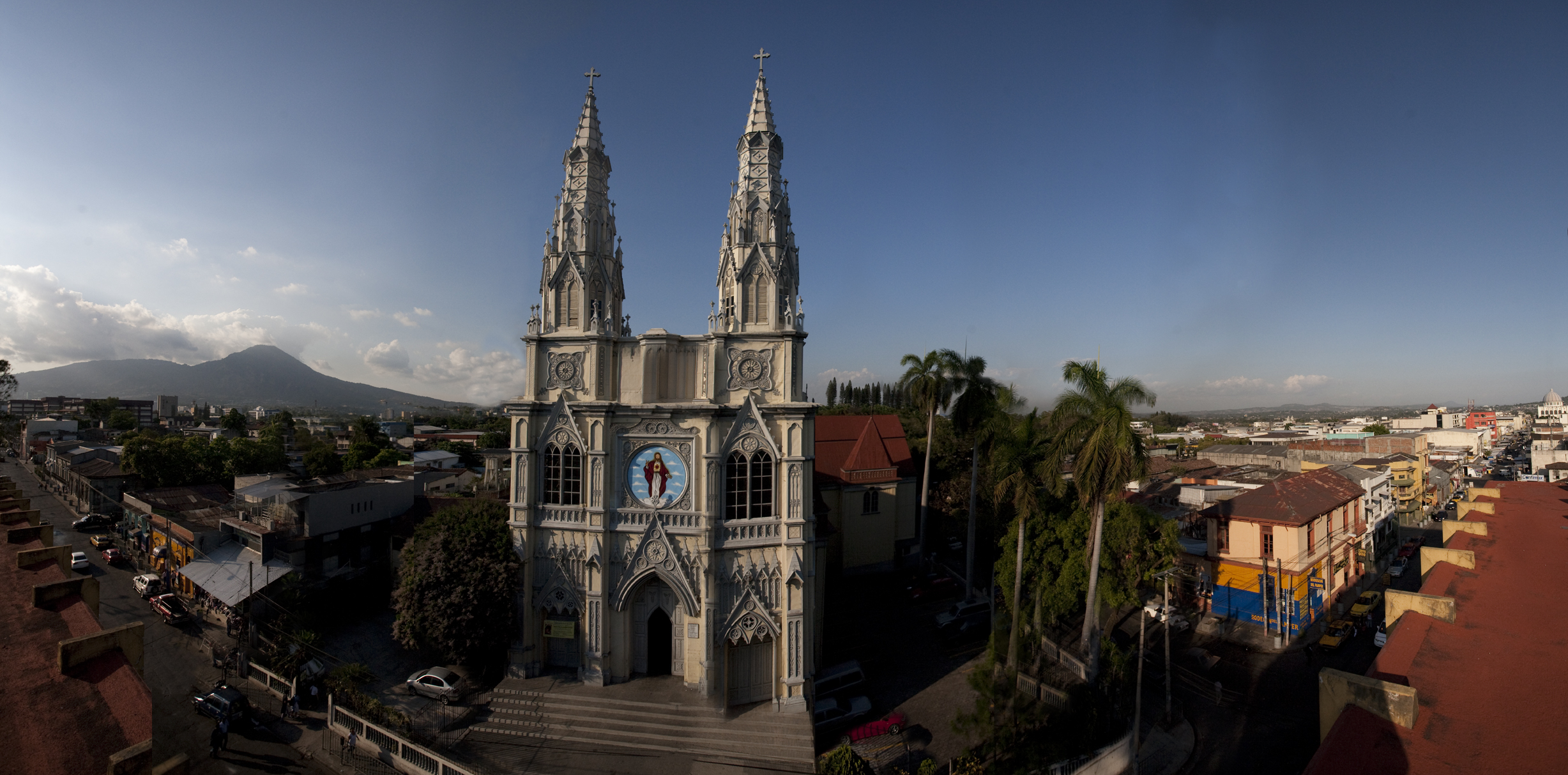

最早中美洲的比比爾族（pipil）曾在今聖薩爾瓦多一帶建立了首都Cuzcatlán，但後來被遺棄。其後在16世紀，西班牙人再度建立了該城市但幾經變更地點和重建，但一直要到20世紀以後才快速發展人口增加，目前約有50萬人口，面績568平方公里。整個都會區則有210萬人口。
聖薩爾瓦多是全國的交通、經濟中心，泛美公路通過該市，與中美其他國家往來，該城市的工業有啤酒、菸草、紡織、肥皂等。市民的平均收入約6000美元（遠高於全國的2300美元），但市內的貧富差距亦很大，可從不同地區的建築差異看出。
該城市曾數度受到地震侵襲，包括在1854年及2001年的兩次地震，使得市區較少保存完整的古老建築，1917年的聖薩爾瓦多火山的爆發也造成重大損害。

## 友好城市
- 委內瑞拉 卡拉卡斯
- 特古西加尔巴
- 墨西哥 瓜達拉哈拉
- 玻利维亚 拉巴斯
- 美国 洛杉磯
- 尼加拉瓜 馬拿瓜
- 西班牙 馬德里
- 墨西哥 墨西哥城
- 加拿大 蒙特婁
- 俄羅斯 聖彼得堡
- 聖佩德羅蘇拉
- 巴西 聖保羅
- 中華民國 臺北
- 以色列 特拉維夫

## 外部連結
- 聖薩爾瓦多官方網站 （页面存档备份，存于）（西班牙文）